# Шехсувар Кадын-эфенди
Шехсува́р Кады́н-эфе́нди (тур. Şehsuvar Kadın Efendi; 2 мая 1881 года, Стамбул, Османская империя — 1945 год, Париж, Франция) — главная жена (кадын-эфенди) последнего халифа из династии Османов, Абдул-Меджида II, и мать его единственного сына шехзаде Омера Фарука.

## Биография

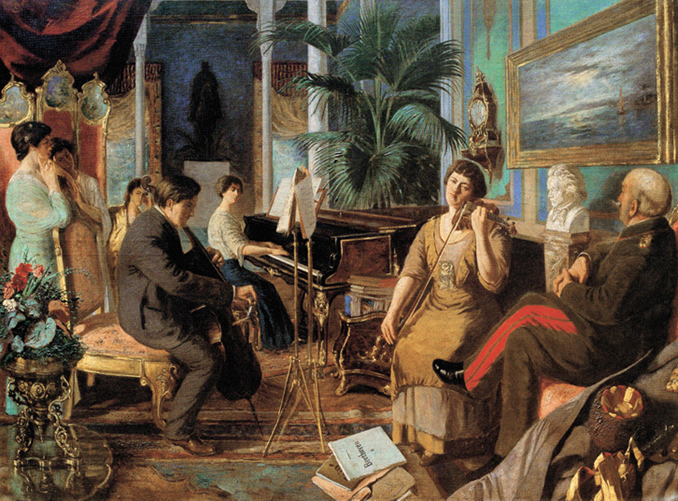
«Бетховен во дворце», Абдул-Меджид II, 1915.
На картине изображена музыкальная комната в Павильон Абдулмеджида-эфенди: главная жена Шехсувар играет на скрипке, Офелия (Хатче-кадын) — на пианино, сын Абдул-Меджида Омер Фарук — на виолончели. Женщины позади Омера Фарука, вероятно, оставшиеся жёны Абдул-Меджида.

Шехсувар родилась в Стамбуле 2 мая 1881 года в семье убыхского бея, служившего во дворце; больше о семье никаких данных нет. Мемуарист Харун Ачба описывает Шехсувар как «очень красивую женщину с глазами цвета меда и длинными золотистыми волосами».
Шехсувар в юном возрасте попала в султанский дворец, где получила хорошее образование. 22 ноября или 22 декабря 1896 года она стала первой женой шехзаде Абдул-Меджида. 28 февраля 1898 года Шехсувар родила своего единственного ребёнка и единственного сына Абдул-Меджида шехзаде Омера Фарука-эфенди. Шехсувар разделяла любовь супруга к искусству. Став женой Абдул-Меджида, она стала брать уроки игры на фортепиано и виолончели и вполне преуспела в музыке. Абдул-Меджид же считался одним из самых значимых художников позднего периода османского искусства; он увековечил свою главную жену в нескольких картинах: «Гёте в гареме», «Бетховен в гареме» и других. И хотя на картинах Абдул-Меджид изображал Шехсувар довольно стройной, в действительности она была немного полноватой.

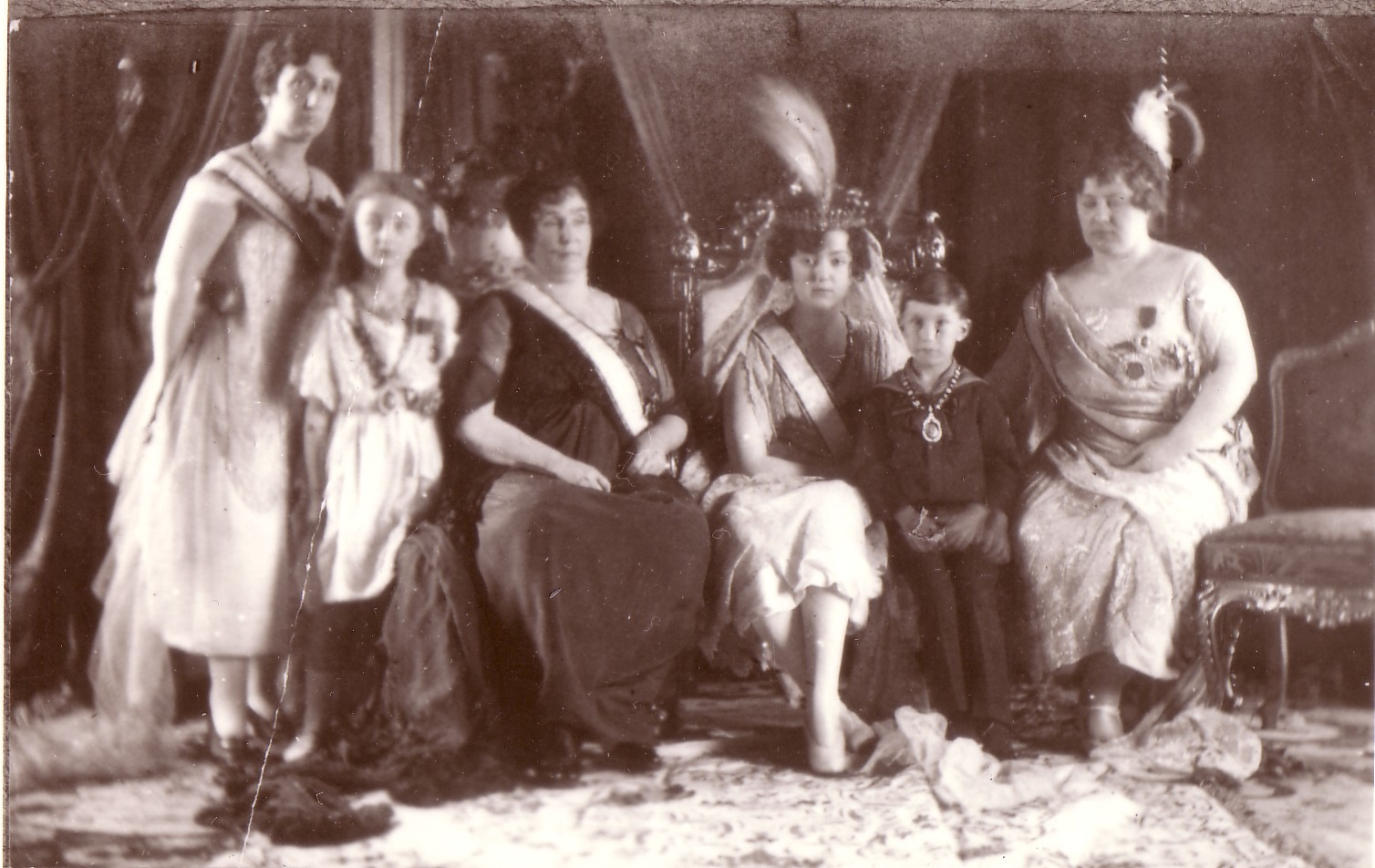
Свадьба Омера Фарука и дочери султана Мехмеда VI Рукие Сабихи-султан, 29 апреля 1920.
Слева направо: Фатьма Улвие-султан, Дюррюшехвар-султан, Эмине Назикеда Кадын-эфенди, Рукие Сабиха-султан, Мехмед Эртугрул-эфенди и Шехсувар Кадын-эфенди

К 1922 году политическая обстановка в стране накалилась до предела. 1 ноября 1922 года Великое национальное собрание Турции в Анкаре постановило разделить султанат и халифат и упразднить первый, чтобы положить конец правительству в Стамбуле. 19 (по другим данным — 18) ноября 1922 года Великое национальное собрание Турции избрало Абдул-Меджида халифом, как наиболее достойного этого титула. Семья халифа перебралась в бывший султанский дворец Долмабахче.

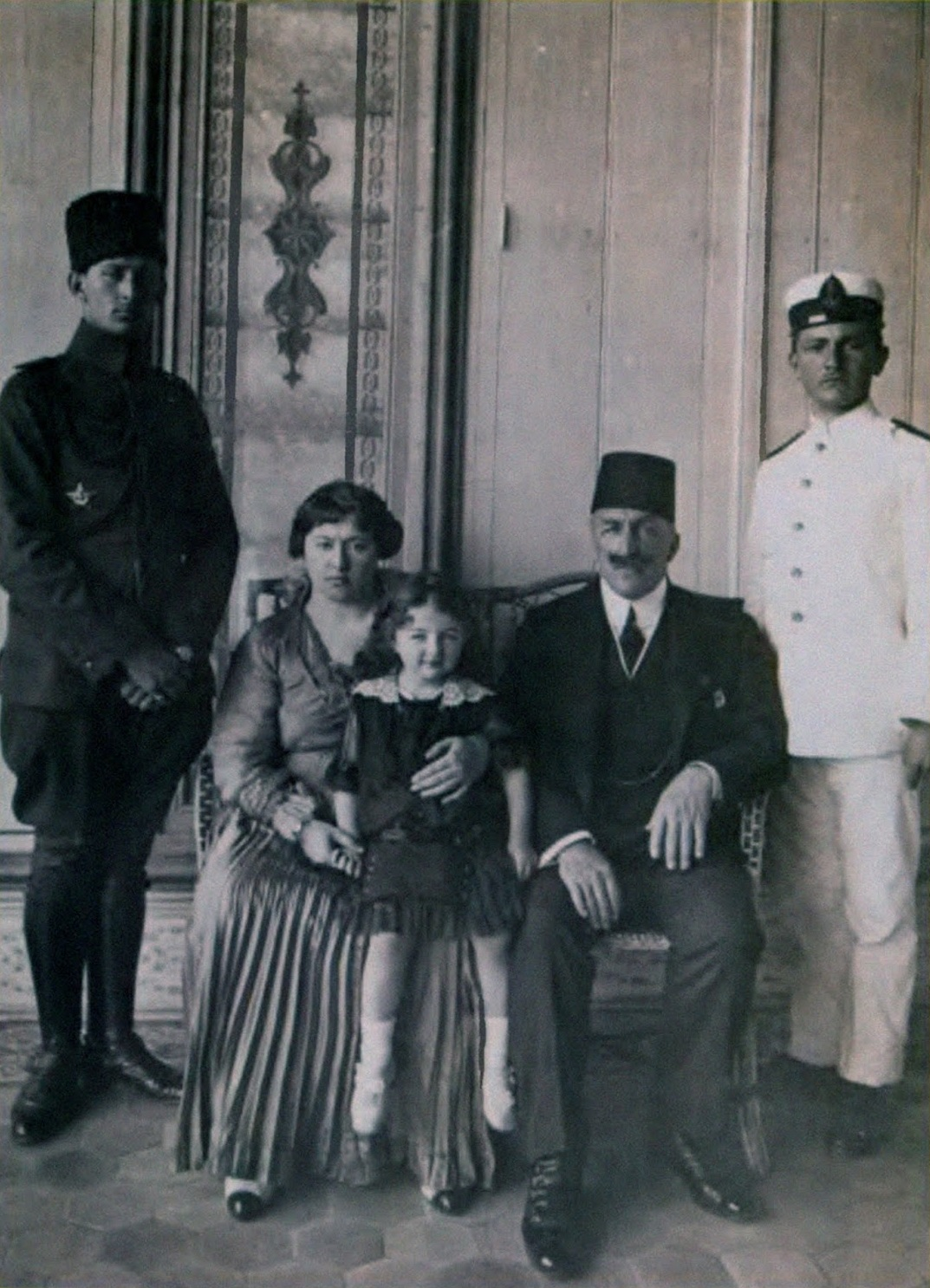
Шехсувар с мужем, сыном и дочерью Абдул-Меджида от третьего брака

29 октября 1923 года Османское государство прекратило своё существование, а на смену ему пришла Турецкая Республика, и необходимость в халифате отпала. 3 марта 1924 года был издан закон № 431, согласно которому все прямые члены династии Османов изгонялись из страны. Шехсувар последовала в изгнание вслед за супругом и сыном. В тот же вечер Абдул-Меджид с детьми, жёнами и ближайшим окружением автомобилями был доставлен к поезду в Чаталдже. Семье бывшего халифа были предоставлены от правительства 2000 фунтов, швейцарские визы и номера в одном из альпийских отелей. В октябре 1924 года Абдул-Меджиду с семьёй удалось уехать во Францию, где они поселились сначала в Ницце, затем в Париже.
23 августа 1944 года скончался Абдул-Меджид, ещё год спустя умерла и сама Шехсувар. Главная жена Абдул-Меджида была похоронена на мусульманском кладбище Бобиньи в Париже.

## Потомство
Шехсувар стала матерью только одного ребёнка — сына Омера Фарука. Омер Фарук последовательно был дважды женат: первым браком с 29 апреля 1920 года на своей троюродной сестре Рукие Сабихе-султан, дочери султана Мехмеда VI и Эмине Назикеды Кадын-эфенди, от которой имел троих дочерей; вторым браком с 31 июля 1948 года был женат также на свой кузине Михрибан Михришах-султан, дочери шехзаде Юсуфа Иззеддина-эфенди и Леман Ханым-эфенди, брак был бездетным. Оба брака окончились разводами.